# NGC 204
NGC 204는 태양계에서 약 2억 4,100만 광년 떨어져 있으며, 물고기자리에 위치한 렌즈형 은하이다. 1786년 12월 21일, 윌리엄 허셜에 의해 발견되었다.

## 같이 보기
- NGC 1 ~ 999 목록